# Офицерская стрелковая школа
Офице́рская стрелко́вая шко́ла (ОСШ) — военно-учебное заведение Русской армии Вооружённых сил Российской империи, предназначенное для повышения квалификации пехотных (стрелковых) офицеров и подготовки их к занятию строевых командных должностей, действовавшее в 1826—1917 годах.
Старшинство с 7 июня 1826 года. Праздник школы: 8 сентября. Дислокация: Ораниенбаум.

Первоначально существовала только офицерская стрелковая школа в Ораниенбауме. Через неё проводилось ежегодно некоторое число капитанов. Окончание курса заносилось в послужные списки, но никаких служебных преимуществ не давало и не служило непременным условием для производства в штаб-офицеры. Самое образование было поставлено на школьную ногу и неоднократно было предметом нареканий. Образовательное значение школы до Японской войны, как по ограниченному числу проводившихся через неё лиц, так и по постановке в ней дела, было незначительно. После Японской войны дело понемногу начало развиваться. Офицерская школа была преобразована в штаб-офицерские курсы и их окончание давало уже известные преимущества при производстве в штаб-офицеры. Но все-таки в должной мере дело не развилось.— Драгомиров В. Подготовка русской армии к Великой войне//Военный Сборник. Белград, 1924.

## История
7 июня 1826 год — сформирован Образцовый пехотный батальон, в составе Образцовых войск.
27 мая 1827 год — переформирован в Образцовый пехотный полк, состоящий из двух батальонов.
В 1857 году в Царском Селе по инициативе барона Андрея Николаевича Корфа учреждена одногодичная Стрелковая офицерская школа на 114 человек (принимались и вольнослушатели). С 1859 года она готовила офицеров для занятия должностей командира роты и заведующего оружием полка. Выпущенные по 1-му разряду получали следующий чин.
29 марта 1861 года — Образцовый пехотный полк свёрнут в Образцовый пехотный батальон.
11 сентября 1863 года — К Образцовому пехотному батальону присоединена Стрелковая офицерская школа (учрежденная для опыта в 1857 году) и Учебный фехтовально-гимнастический кадр и назван Учебным пехотным батальоном. Учебный пехотный батальон разместился в городе Ораниенбауме в здании бывшего военного (сухопутного) госпиталя. Были построены каменная казарма для Стрелковой роты Учебного пехотного батальона и стрельбище.
14 марта 1882 года — Учебный пехотный батальон преобразован в Офицерскую стрелковую школу для «подготовки ротных командиров теоретически и практически к самостоятельному выполнению обязанностей, лежащих на ротном командире и ознакомление их со стрелковым делом». Школа размещалась в Ораниенбауме, в зданиях Учебного пехотного батальона на Елизаветинской улице (в настоящее время улица Костылева). В неё принимали капитанов пехоты не старше 45 лет, имевших ценз командования ротой не менее 2 лет и готовившихся к занятию штаб-офицерских должностей (командиров батальонов). В 1882 году в батареи офицерской стрелковой школы преобразованы Образцовые пешая и конная батареи.
Срок обучения составлял 7 месяцев (1 февраля — 1 сентября), штат — 167 человек.
Для обеспечения практических занятий была образована Стрелковая рота Офицерской стрелковой школы, а для приобретения офицерами опыта в командовании подразделениями к школе регулярно прикомандировывали два пехотных батальона, кавалерийский эскадрон и артиллерийскую батарею. Школа имела свою оружейную мастерскую, баллистический кабинет, музей оружия, фехтовально-гимнастический зал, тир для стрельбы на большую дальность и образцовый ружейный полигон.
В 1884 году из состава Офицерской стрелковой школы была выделена Флотская стрелковая рота, и преобразована в Морскую учебно-стрелковую команду.
С 1900 года при школе выходило первое в России специализированное периодическое издание — «Вестник Офицерской стрелковой школы» (два раза в месяц с четырьмя ежегодными приложениями).

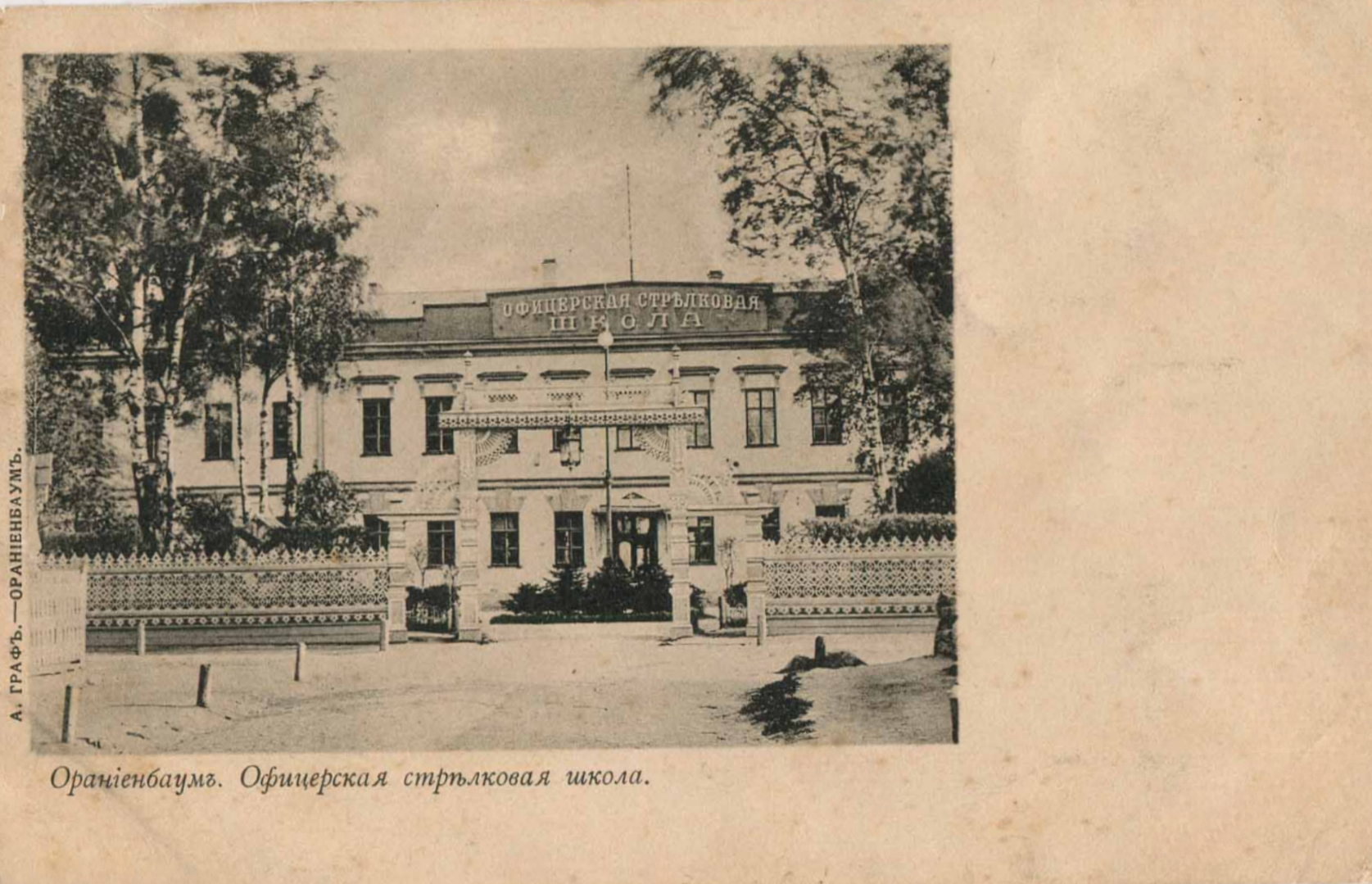
Офицерская стрелковая школа на открытке 1902г.

С 1904 года при Офицерской стрелковой школе существовал пулемётный отдел, который во время Первой мировой войны выполнял функцию армейского пулемётного центра и выпустил сотни пулемётных команд Максима и Кольта.
После начала Первой мировой войны на основе постоянного кадра (кадрового личного состава) Офицерской стрелковой школы и Стрелковой роты ОСШ 29 июля 1914 года (12 августа по н.ст.) был развернут Стрелковый батальон. 28 августа (9 сентября по н. ст.) 1914 года он был преобразован в Стрелковый полк Офицерской стрелковой школы. Он участвовал в Варшавско-Ивангородской операции, в обороне Ковенской крепости. В начале 1916 года Стрелковому полку ОСШ была поставлена задача создать укрепленный район на Аландских островах. В начале 1918 года не успевшие эвакуироваться оттуда военнослужащие полка были интернированы шведскими войсками, которые передали их немецкому командованию.
В 1915 году была сформирована Запасная пулемётная бригада под командованием генерал-майора Н. Филатов, в которую вошли 1-й и 2-й Пулемётные запасные полки, Офицерская стрелковая школа вместе со Школой оружейных мастеров, Ружейным полигоном, Офицерскими пулемётными курсами, 1-й и 2-й Ораниенбаумскими школами прапорщиков, и Запасной бронедивизион.
В декабре 1915 года, в мастерских Офицерской стрелковой школы началась постройка боевой машины по проекту начальника Офицерской стрелковой школы генерал-майора Н. М. Филатова, типа лёгкой штурмовой броневой машины с короткоствольной трехдюймовой пушкой на трехколёсном шасси, в начале 1916 года ввиду неподачи в  мастерские ОСШ артиллерийских орудий («короткие» 76,2-мм пушки были в дефиците), началось изготовление броневых «трехколесок», вооружённых двумя станковыми пулемётами.
8 марта 1916 года к ружейному полигону Офицерской стрелковой школы «для демонстрирования своих изобретений» был прикомандирован штабс-капитан 37-го Екатеринбургского полка М. Г. Дьяконов, проходивший до того обучение в Военной автомобильной школе. Михаил Григорьевич Дьяконов создал ружейную гранату, которая выстреливалась из ствола нарезной мортирки его конструкции. После проведения испытаний Мортирка Дьяконова и граната были приняты на вооружение ВС России, но их не успели поставить на производство в России, так как 1 марта 1918 года все работы были свёрнуты в связи с «демобилизацией промышленности» в Советской России.
Первый пулемётный запасной полк в Ораниенбауме и Второй пулемётный запасной полк в Стрельне с 1914 года по 1917 год формировал пулемётные и конно-пулемётные команды для пехоты и бронесил, а Офицерские пулемётные курсы при Офицерской стрелковой школе готовили для этих команд офицеров. В 1916 году в мастерских Ружейного полигона школы были собраны автоматические винтовки и ручные ружья-пулемёты (автоматы) В. Г. Фёдорова, которые поступили на вооружение отдельной роты, также сформированной и подготовленной при Школе.
5 июля 1917 года Временное правительство постановило расформировать воинские части, принявшие участие в июльских демонстрациях в Петрограде. Вскоре в Ораниенбаум приехала особая следственная комиссия. Город оцепили конные казачьи части. Первый пулемётный запасной полк и Ораниенбаумская стрелковая школа были расформированы. После Октябрьской революции полк восстановлен под названием 1-й Пулемётный социалистический полк. В феврале 1918 года личный состав полка принимал участие в охране поезда, перевозившего золотой запас Госбанка из Петрограда в Москву.
5 мая 1918 года на базе Офицерской стрелковой школы в Ораниенбауме были организованы Ораниенбаумские пулемётные курсы имени Троцкого.

## Выпуск
Стрелковая школа выпустила в:
- 1913 году — 190 выпускников;

## Вклад ввоенное дело
В оружейной мастерской и на оружейном полигоне при Офицерской стрелковой школе создавались и испытывались образцы стрелкового оружия:
- В 1859 году в Стрелковой Офицерской Школе в Царском Селе были испытаны револьверы систем Лефоше, Кольта, Адамса, Флобера, Лепажа, Гулье-Бланшара и Пидо-Кордье.
- В 1891 году на стрельбище Офицерской стрелковой школы проведены испытания винтовки системы С. И. Мосина.
- Накануне Первой мировой войны были испытаны бронированные ранцы системы Франковского, выявившие их неудобство и ненадежность.
- В начале Первой мировой войны проходили испытания автоматы и автоматические винтовки системы Фёдорова, после чего специально подготовленная рота 189-го Измаильского полка в декабре 1916 года была вооружена ими и отправлена на фронт.
- Испытаны Мортирка Дьяконова и граната, и приняты на вооружение.

В оружейных мастерских при школе служили и работали выдающиеся российские и советские оружейники Ф. В. Токарев и В. А. Дегтярёв. В разное время школу посещали иностранные оружейники: Браунинг, Мадсен и Шварцлозе.

## Нагрудный знак

### Нагрудный знак за окончание школы
Утвержден 26 июля 1908 года. Знак серебряный. Николаевский орел с распростёртыми крыльями на полувенке из дубовых и лавровых ветвей и двух скрещенных золотых винтовках. Имел два варианта размеров: 6 и 5 см высотой.

### Нагрудный знак за окончание пулемётного отдела
Знак серебряный. Николаевский орел с распростёртыми крыльями на полувенке из дубовых и лавровых ветвей и золотом пулемёте.

## Знамя школы
1836.16.10. Простое знамя образца 1816. Крест белый, углы зеленые, шитье золотое. Навершие образца 1816 (армейское). Древко белое. (Образцового пехотного полка). С началом войны 1914 года передано в сформированный Стрелковый полк Офицерской стрелковой школы.

## Журнал
«Вестник офицерской стрелковой школы» — являлся журналом по специальностям, преподаваемым в школе, распространялся по всем Вооружённым Силам России.

## Командиры учебного пехотного батальона
- 23.04.1861 — 25.07.1869 — полковник (с 1864 года флигель-адъютант, с 20 июля 1865 года генерал-майор Свиты) Владимир Васильевич фон Нотбек
- 18.08.1869 — 22.02.1877 — генерал-майор (с 6 июня 1872 года — генерал-майор Свиты) Михаил Павлович Данилов

## Начальники школы
- 18.11.1857 — 31.10.1861 — полковник (с 30.08.1861 генерал-майор) Пётр Семёнович Ванновский
- хх.хх.1881 — 26.10.1889 — генерал-майор Свиты Владимир Александрович Вилламов
- 20.11.1889 — 28.01.1895 — генерал-майор (с 30.08.1894 генерал-лейтенант) Александр Николаевич Ридигер
- 01.02.1895 — 22.02.1901 — генерал-майор Леонтий Васильевич Гапонов
- 04.04.1901 — 07.11.1904 — генерал-майор Александр Васильевич Брилевич
- 28.11.1904 — 10.09.1907 — генерал-майор Александр Николаевич Рагозин
- 04.12.1907 — 14.02.1909 — генерал-майор Свиты Анатолий Николаевич Розеншильд фон Паулин
- 08.03.1909 — 15.11.1913 — генерал-майор Пётр Дмитриевич Шрейдер
- 22.11.1913 — 12.05.1915 — генерал-майор Свиты Евгений Фёдорович Новицкий
- 1915 — 28.11.1915 — генерал-майор Николай Михайлович Филатов

## Начальник пулемётных курсов школы[8]
- ноябрь  — декабрь 1917 —  полковник Постников Дмитрий Николаевич